# HD77177
HD77177 — хімічно пекулярна зоря спектрального класу
F0. Має видиму зоряну величину в смузі V приблизно 7,4.
Вона  розташована на відстані близько 236,3 світлових років від Сонця.